# Wa Sports Stadium
Lo Wa Sports Stadium è un impianto calcistico situato nella città di Wa. Contiene in tutto 5.000 posti a sedere.
Ospita gli incontri casalinghi della All Stars Football Club.

## Storia
L'impianto fu cpostruito ne terminato nel 2006, anno in cui fu fondata anche la squadra All Stars Football Club, che lo stesso anno iniziò a disputare le proprie partite casalinghe in questo stadio.